# Route nationale 598
Die N598 war von 1933 bis 1973 eine französische Nationalstraße, die in zwei Teilen zwischen Banassac und der N106 südlich von Génolhac verlief. Ihre Gesamtlänge betrug 72,5 Kilometer.